# Thea Sofie Kleven
Thea Sofie Kleven (ur. 22 grudnia 2000 w Bangkoku, zm. 17 grudnia 2018) – norweska skoczkini narciarska tajskiego pochodzenia, reprezentantka klubu Gjerpenkollen Hoppklubb.

## Życie prywatne
Urodziła się w Bangkoku i początkowo mieszkała w Tajlandii. W wieku około 2 lat została adoptowana przez norweską rodzinę i trafiła do Norwegii, gdzie mieszkała w Lier.
Skoki narciarskie uprawiał również jej starszy brat, Sander.
Zmarła 17 grudnia 2018, w wieku niespełna 18 lat. Zgodnie z życzeniem jej rodziny przyczyny śmierci nie podano do publicznej wiadomości.

## Przebieg kariery
Pierwszy skok w życiu oddała w wieku 5 lat.
W zawodach organizowanych przez Międzynarodową Federację Narciarską (FIS) zadebiutowała 23 lutego 2016 podczas konkursu mistrzostw świata juniorów w Râșnovie, oddając skoki na 85,5 i 67 metrów na skoczni normalnej. Tego dnia uplasowała się na dwudziestej piątej pozycji.
Niecałe trzy tygodnie później pierwszy raz wystartowała w zawodach FIS Cup w Harrachovie. W pierwszym z konkursów była 21., a w drugim zajęła 12. miejsce.
W klasyfikacji generalnej sezonu 2015/2016 zajęła 47. miejsce z 32 punktami.
Pierwsze starty w Pucharze Świata zakończyła na kwalifikacjach. W debiucie 1 grudnia 2016 w Lillehammer została zdyskwalifikowana, a w lutym 2017 w Ljubnie zajęła 35. miejsce.
We wrześniu 2016 po raz pierwszy stanęła na podium zawodów organizowanych przez FIS. W debiucie w zawodach Letniego Pucharu Kontynentalnego w Lillehammer odniosła wówczas zwycięstwo. Drugi konkurs zaplanowany następnego dnia nie odbył się, zatem ten był ostatnim w całym cyklu. W klasyfikacji generalnej sezonu 2016 zajęła szóste miejsce ze 100 punktami i tej samej wielkości stratą do triumfatorki, Lucile Morat.
Na początku lutego 2017 uplasowała się tuż za podium w konkursie drużynowym kobiet podczas mistrzostw świata juniorów w Utah, startując w drużynie z Tonje Bakke, Silje Opseth i Anną Odine Strøm. W zawodach indywidualnych Kleven zajęła 15. miejsce.
Pod koniec lutego wygrała mistrzostwa Norwegii juniorów w skokach narciarskich na normalnej skoczni w Oslo.
W sezonie 2016/2017 startowała w zawodach Konica Minolta NC. W klasyfikacji cyklu zgromadziła 670 punktów, wyprzedzając o 128 punktów Ingebjørg Saglie Bråten. W poszczególnych zawodach z reguły plasowała się na pierwszej pozycji. Taka sytuacja miała miejsce podczas styczniowych zawodów na skoczni w Oslo, kiedy wygrywała ze znaczną przewagą punktową nad Bråten. Podczas sierpniowych startów na igelicie także wygrywała, jednak na niższych stopniach podiów stawały inne zawodniczki. 13 sierpnia była to Anniken Mork, dzień później Anna Odine Strøm, 26 sierpnia ponownie Mork, a w ostatnią niedzielę sierpnia Szwedka Frida Westman. Kleven w zawodach tej rangi wygrywała także w 2016, m.in. 4 września w Lillehammer.

## Mistrzostwa świata juniorów

### Indywidualnie
| 2016 Râșnov    | – | 25. miejsce |
| 2017 Park City | – | 15. miejsce |

### Drużynowo
| 2017 Park City | – | 4. miejsce (K-90) |

### Starty T. S. Kleven na mistrzostwach świata juniorów – szczegółowo
| Miejsce | Dzień     | Rok  | Miejscowość | Skocznia                    | Punkt K | HS     | Konkurs | Skok 1 | Skok 2 | Nota                  | Strata    | Zwycięzca        |
| ------- | --------- | ---- | ----------- | --------------------------- | ------- | ------ | ------- | ------ | ------ | --------------------- | --------- | ---------------- |
| 25.     | 23 lutego | 2016 | Râșnov      | Trambulina Valea Cărbunării | K-90    | HS-100 | ind.    | 85,5 m | 67,0 m | 140,7 pkt             | 68,3 pkt  | Chiara Hölzl     |
| 15.     | 1 lutego  | 2017 | Park City   | Utah Olympic Park           | K-90    | HS-100 | ind.    | 77,0 m | 82,0 m | 193,9 pkt             | 45,9 pkt  | Manuela Malsiner |
| 4.      | 3 lutego  | 2017 | Park City   | Utah Olympic Park           | K-90    | HS-100 | druż.   | 82,5 m | 78,5 m | 644,3 pkt (165,8 pkt) | 127,8 pkt | Niemcy           |

## Puchar Świata

### Miejsca w poszczególnych konkursach Pucharu Świata
| Sezon 2016/2017 |             |             |              |            |            |         |         |        |        |        |            |            |            |            |            |            |            |             |           |             |             |             |             |        |        |        |        |        |        |        |        |        |        |        |        |        |        |
| Lillehammer | Lillehammer | Niżny Tagił | Niżny Tagił  | Oberstdorf | Oberstdorf | Sapporo | Sapporo | Zaō    | Zaō    | Râșnov | Râșnov     | Hinzenbach | Hinzenbach | Ljubno     | Ljubno     | Pjongczang | Pjongczang | Oslo        | punkty    | punkty      | punkty      | punkty      | punkty      | punkty | punkty | punkty | punkty | punkty | punkty | punkty | punkty | punkty | punkty | punkty | punkty | punkty | punkty |
| q | q           | -           | -            | -          | -          | -       | -       | -      | -      | -      | -          | -          | -          | q          | q          | -          | -          | -           | 0         | 0           | 0           | 0           | 0           | 0      | 0      | 0      | 0      | 0      | 0      | 0      | 0      | 0      | 0      | 0      | 0      | 0      | 0      |
| Sezon 2017/2018 |             |             |              |            |            |         |         |        |        |        |            |            |            |            |            |            |            |             |           |             |             |             |             |        |        |        |        |        |        |        |        |        |        |        |        |        |        |
| Lillehammer | Lillehammer | Lillehammer | Hinterzarten | Sapporo    | Sapporo    | Zaō     | Zaō     | Ljubno | Ljubno | Râșnov | Râșnov     | Oslo       | Oberstdorf | Oberstdorf | punkty     | punkty     | punkty     | punkty      | punkty    | punkty      | punkty      | punkty      | punkty      | punkty | punkty | punkty | punkty | punkty | punkty | punkty | punkty | punkty | punkty |        |        |        |        |
| q | q           | -           | q            | -          | -          | -       | -       | -      | -      | -      | -          | -          | -          | -          | 0          | 0          | 0          | 0           | 0         | 0           | 0           | 0           | 0           | 0      | 0      | 0      | 0      | 0      | 0      | 0      | 0      | 0      | 0      |        |        |        |        |
| Sezon 2018/2019 |             |             |              |            |            |         |         |        |        |        |            |            |            |            |            |            |            |             |           |             |             |             |             |        |        |        |        |        |        |        |        |        |        |        |        |        |        |
| Lillehammer | Lillehammer | Lillehammer | Prémanon     | Prémanon   | Sapporo    | Sapporo | Zaō     | Zaō    | Râșnov | Râșnov | Hinzenbach | Hinzenbach | Ljubno     | Ljubno     | Oberstdorf | Oberstdorf | Oslo       | Lillehammer | Trondheim | Niżny Tagił | Niżny Tagił | Czajkowskij | Czajkowskij | punkty |        |        |        |        |        |        |        |        |        |        |        |        |        |
| q | q           | -           | -            | -          | -          | -       | -       | -      | -      | -      | -          | -          | -          | -          | -          | -          | -          | -           | -         | -           | -           | -           | -           | 0      |        |        |        |        |        |        |        |        |        |        |        |        |        |
| Legenda |             |             |              |            |            |         |         |        |        |        |            |            |            |            |            |            |            |             |           |             |             |             |             |        |        |        |        |        |        |        |        |        |        |        |        |        |        |
| 1 2 3 4-10 11-30 poniżej 30 q – dyskwalifikacja w kwalifikacjach q – zawodniczka nie zakwalifikowała się - – zawodniczka nie wystartowała |             |             |              |            |            |         |         |        |        |        |            |            |            |            |            |            |            |             |           |             |             |             |             |        |        |        |        |        |        |        |        |        |        |        |        |        |        |

## Puchar Kontynentalny

### Miejsca w klasyfikacji generalnej
| Sezon     | Miejsce |
| --------- | ------- |
| 2016/2017 | 21.     |

### Miejsca w poszczególnych konkursachPucharu Kontynentalnego
| Sezon 2016/2017                                              |          |        |
| Notodden                                                     | Notodden | punkty |
| 24                                                           | 20       | 18     |
| Legenda                                                      |          |        |
| 1 2 3 4-10 11-30 poniżej 30 - – zawodniczka nie wystartowała |          |        |

## Letni Puchar Kontynentalny

### Miejsca w klasyfikacji generalnej
| Sezon | Miejsce |
| ----- | ------- |
| 2016  | 6.      |
| 2017  | 8.      |
| 2018  | 17.     |

### Miejsca w poszczególnych konkursachLetniego Pucharu Kontynentalnego
| 2016                                                         |                |             |           |        |        |        |        |        |        |        |        |    |    |    |    |    |    |    |    |    |
| Oberwiesenthal                                               | Oberwiesenthal | Lillehammer | punkty    | punkty | punkty | punkty | punkty | punkty | punkty | punkty | punkty |    |    |    |    |    |    |    |    |    |
| -                                                            | -              | 1           | 100       | 100    | 100    | 100    | 100    | 100    | 100    | 100    | 100    |    |    |    |    |    |    |    |    |    |
| 2017                                                         |                |             |           |        |        |        |        |        |        |        |        |    |    |    |    |    |    |    |    |    |
| Oberwiesenthal                                               | Oberwiesenthal | Trondheim   | Trondheim | punkty |        |        |        |        |        |        |        |    |    |    |    |    |    |    |    |    |
| 16                                                           | 9              | 11          | 3         | 128    |        |        |        |        |        |        |        |    |    |    |    |    |    |    |    |    |
| 2018                                                         |                |             |           |        |        |        |        |        |        |        |        |    |    |    |    |    |    |    |    |    |
| Oslo                                                         | Oslo           | punkty      | punkty    | punkty | punkty | punkty | punkty | punkty | punkty | punkty |        |    |    |    |    |    |    |    |    |    |
| 14                                                           | 22             | 27          | 27        | 27     | 27     | 27     | 27     | 27     | 27     | 27     | 27     | 27 | 27 | 27 | 27 | 27 | 27 | 27 | 27 | 27 |
| Legenda                                                      |                |             |           |        |        |        |        |        |        |        |        |    |    |    |    |    |    |    |    |    |
| 1 2 3 4-10 11-30 poniżej 30 - − zawodniczka nie wystartowała |                |             |           |        |        |        |        |        |        |        |        |    |    |    |    |    |    |    |    |    |

## FIS Cup

### Miejsca w klasyfikacji generalnej
| Sezon     | Miejsce |
| --------- | ------- |
| 2015/2016 | 47.     |

### Miejsca w poszczególnych konkursachFIS Cup
| Sezon 2015/2016                                              |         |         |         |        |        |           |           |        |
| Villach                                                      | Villach | Szczyrk | Szczyrk | Râșnov | Râșnov | Harrachov | Harrachov | punkty |
| -                                                            | -       | -       | -       | -      | -      | 21        | 12        | 32     |
| Legenda                                                      |         |         |         |        |        |           |           |        |
| 1 2 3 4-10 11-30 poniżej 30 - − zawodniczka nie wystartowała |         |         |         |        |        |           |           |        |